# Piękność dnia (film)
Piękność dnia (fr. Belle de jour) – francusko-włoski dramat psychologiczny z 1967 roku w reżyserii Luisa Buñuela. Ekranizacja powieści Josepha Kessela pod tym samym tytułem.
Polska premiera odbyła się w styczniu 1971 roku w podwójnym pokazie z dokumentem Szkice do portretu reżysera Jerzego Ziarnika z 1970 roku.

## Opis fabuły
Młoda i piękna Séverine, żona doktora Serizy, jest fascynatką praktyk sadomasochistycznych. Postanawia zostać prostytutką, pracując podczas nieobecności męża w domu.

## Obsada
- Catherine Deneuve – Séverine Serizy
- Jean Sorel – Pierre Serizy
- Michel Piccoli – Henri Husson
- Geneviève Page – Madame Anaïs
- Pierre Clémenti – Marcel